# كفلاء (حشرة)
الكفلاء (الاسم العلمي:Megalopyge) هي جنس من الحشرات يتبع الفصيلة الكفلاوية من رتبة حرشفيات الأجنحة.

## أنواع حشرة الكفلاء
- كفلاء الأفوكادو
- كفلاء أوروغوانية
- كفلاء بيروفية
- كفلاء بيضاء الطوق
- كفلاء بيضوية
- كفلاء ثعلبية
- كفلاء داكنة
- كفلاء رمادية
- كفلاء سنانية
- كفلاء سندانية
- كفلاء شعاعية
- كفلاء شفافة
- كفلاء صافية
- كفلاء صوفية
- كفلاء عارية
- كفلاء غطائية
- كفلاء غليظة
- كفلاء فيكتورية
- كفلاء قمية
- كفلاء لامعة
- كفلاء متقاربة
- كفلاء متموجة
- كفلاء مجردة
- كفلاء محرقة
- كفلاء ياقوتية
- (الاسم العلمي:Megalopyge amita)
- (الاسم العلمي:Megalopyge amitina)
- (الاسم العلمي:Megalopyge braulio)
- (الاسم العلمي:Megalopyge brunneipennis)
- (الاسم العلمي:Megalopyge chrysocoma)
- (الاسم العلمي:Megalopyge crispata)
- (الاسم العلمي:Megalopyge dyari)
- (الاسم العلمي:Megalopyge hina)
- (الاسم العلمي:Megalopyge krugii)
- (الاسم العلمي:Megalopyge lacyi)
- (الاسم العلمي:Megalopyge lapena)
- (الاسم العلمي:Megalopyge lecca)
- (الاسم العلمي:Megalopyge megalopygae)
- (الاسم العلمي:Megalopyge pixidifera)
- (الاسم العلمي:Megalopyge tharops)
- (الاسم العلمي:Megalopyge trossula)
- (الاسم العلمي:Megalopyge trujillina)
- (الاسم العلمي:Megalopyge xanthopasa)